# Inadimplenti non est adimplendum
Il brocardo inadimplenti non est adimplendum, in italiano all'inadempiente non è dovuto l'adempimento, esprime un principio di diritto presente in vari ordinamenti: ciascuna delle parti di un contratto con prestazioni corrispettive può non adempiere la propria obbligazione ove l'altra parte si rifiuti di adempiere la propria.

## Ambito di applicazione
Il principio è espresso, per l'ordinamento italiano, nell'articolo 1460 del Codice civile, ma non si estende agli atti autoritativi sottoposti al diritto amministrativo.
Il medesimo principio è vigente anche nel diritto internazionale.
Tale principio può essere derogato di comune accordo dalle parti con la clausola solve et repete che obbliga un contraente prima ad adempiere puntualmente e poi ad agire nei confronti dell'altro eventualmente inadempiente.

## Diritto processuale
Il precipitato processuale dell'eccezione inadimplenti è, di solito, la domanda riconvenzionale proposta dal convenuto per reagire alla pretesa dell'attore con una contro-pretesa.